# Església reformada a Romania

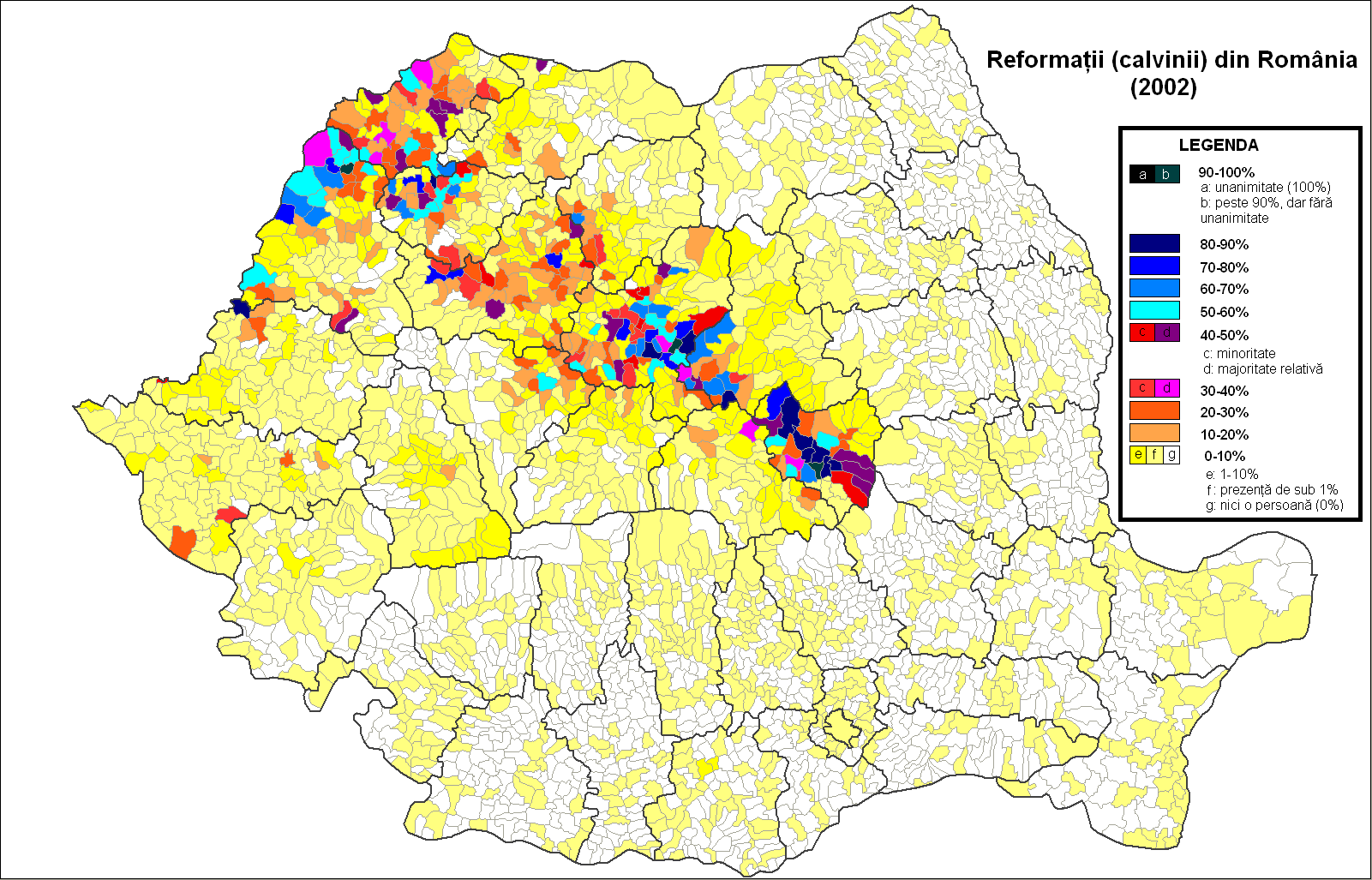
Distribució dels adherits reformats a Romania (cens del 2002)

L'Església reformada a Romania (en hongarès: Romániai Református Egyház; en romanès: Biserica Reformată din România) és l'organització de l'església calvinista de Romania. La majoria dels seus seguidors són d'ètnia hongaresa i l'hongarès és l'idioma principal de l'església. La gran majoria de les parròquies de l'Església es troben a Transsilvània; segons el cens del 2002, 701.077 persones, un 3,15% de la població total, pertanyen a l'església reformada. Al voltant del 95% dels membres eren d'ètnia hongaresa.
La institució religiosa està composta per dos bisbats, la diòcesi reformada de Királyhágómellék i la diòcesi reformada de Transsilvània. La seu es troba a Oradea i Cluj-Napoca, respectivament.
Juntament amb l'Església unitària de Transsilvània i les dues esglésies luteranes de Romania (l'Església Evangèlica Luterana de Romania i l'Església Evangèlica de la Confessió d'Augustes), la comunitat calvinista dirigeix l'Institut Teològic Protestant de Cluj.

## Doctrina
L'església s'adhereix a:

### Credos
- Credo dels apòstols
- Credo de Nicea
- Credo atanasià

### Confessions
- Catecisme de Heidelberg
- Segona confessió helvètica[3][4]

## Galeria

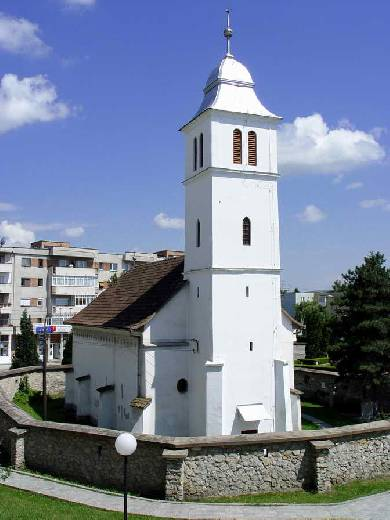
Església reformada de Câmpia Turzii
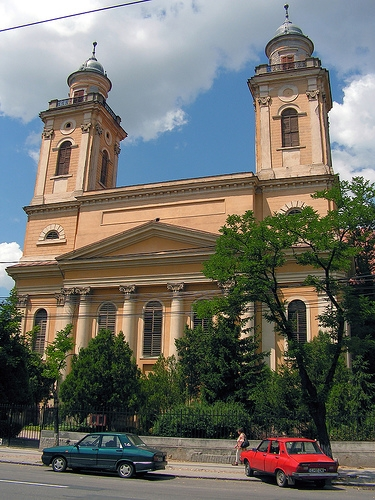
Església amb dues torres, Cluj-Napoca
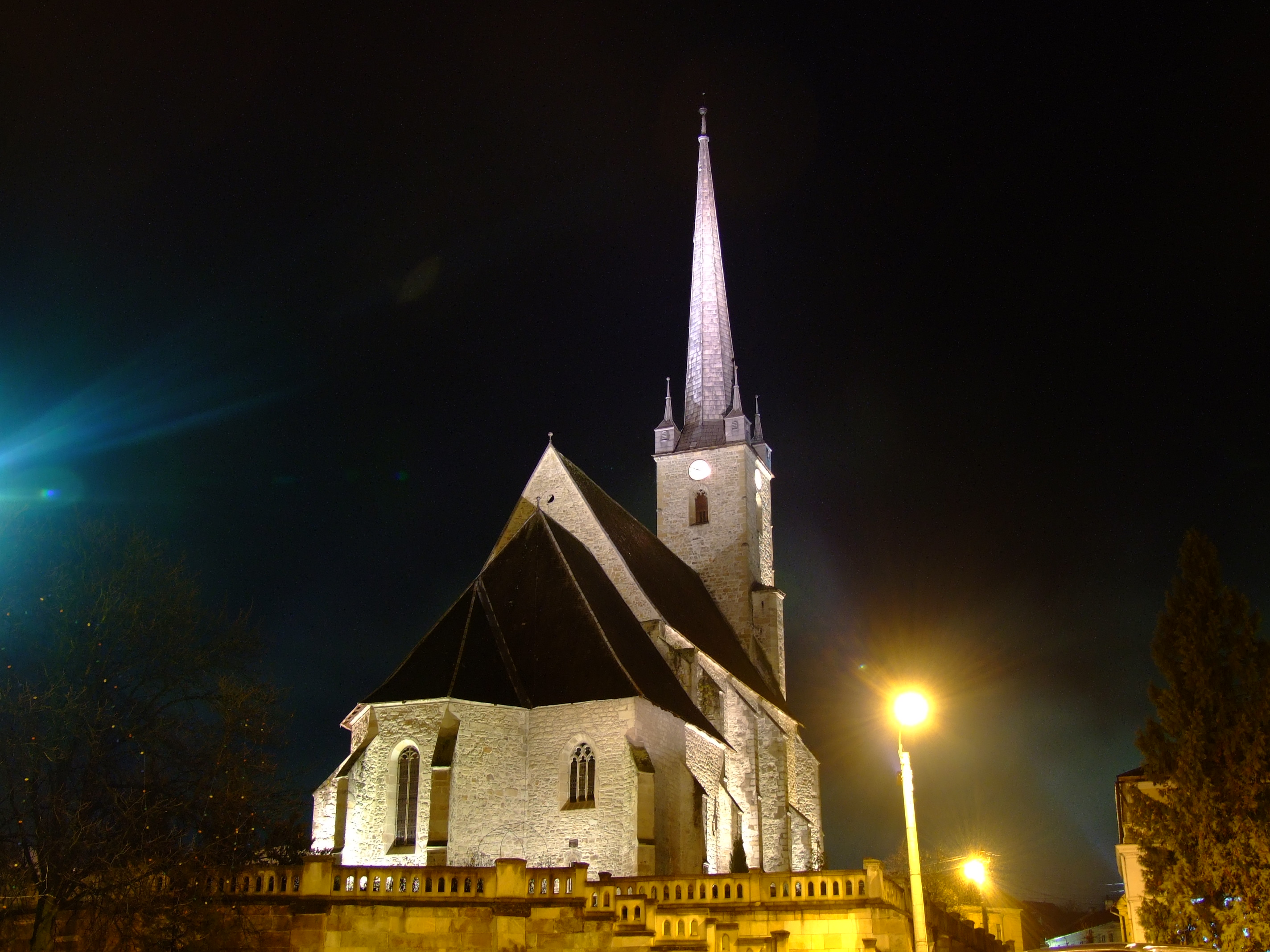
Dej
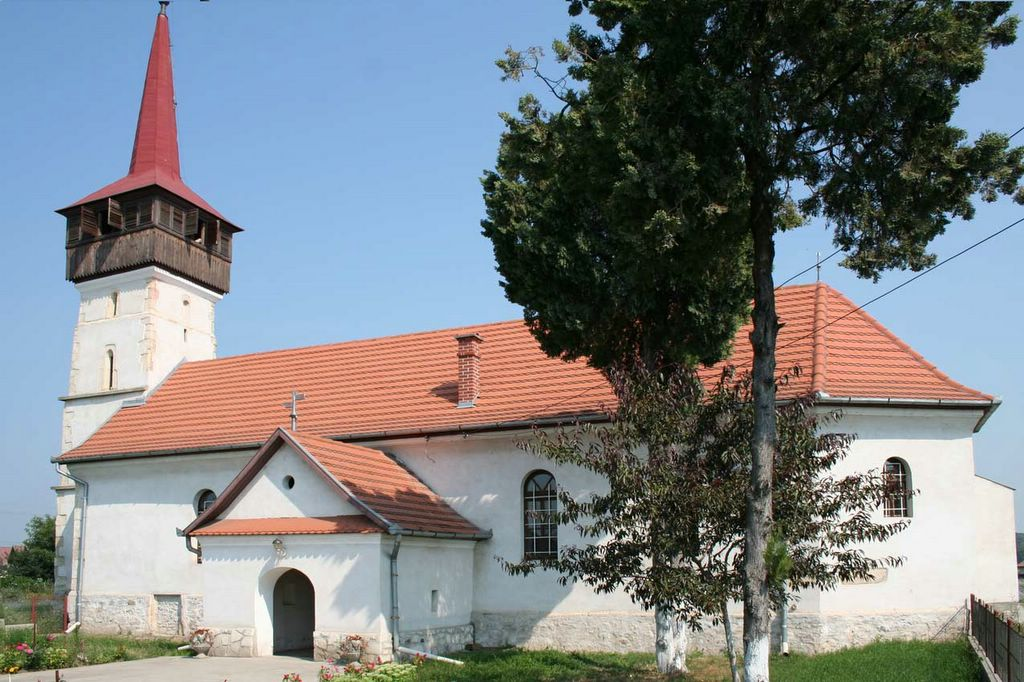
Turda-Poiana
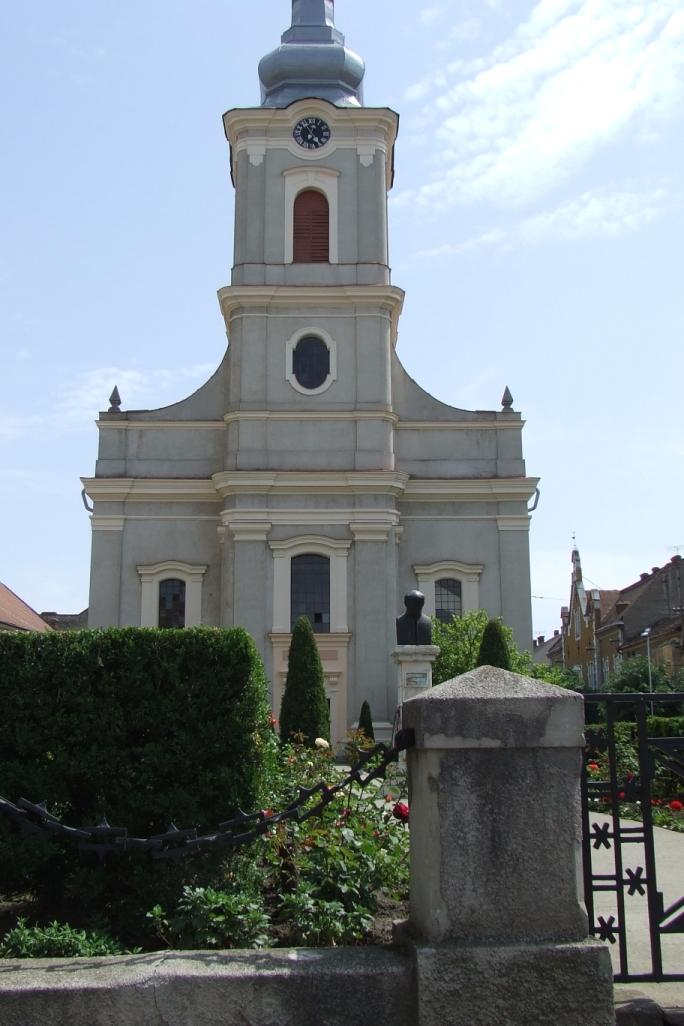
Església de Satu Mare amb les cadenes
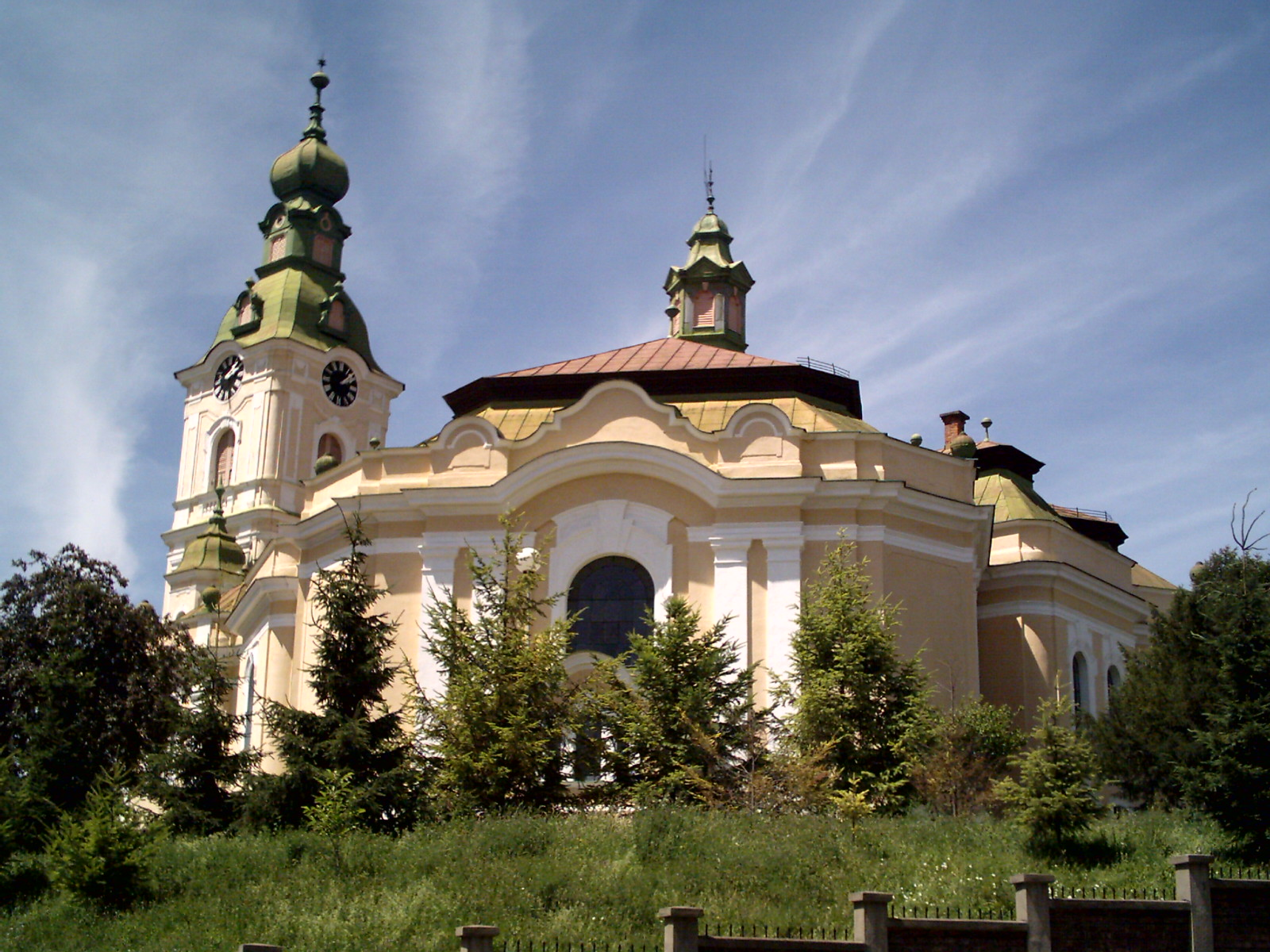
Zalău (1904–07)